# La Pommeraie-sur-Sèvre
La Pommeraie-sur-Sèvre korábbi község Franciaország Loire mente régiójában, Vendée megyében. 2016. január 1-jén három másik korábbi községgel egyesült és az így létrejött Sèvremont új község része lett.
Lakosainak száma 985 fő (2018. január 1.). La Pommeraie-sur-Sèvre Montravers, Saint-Amand-sur-Sèvre, Pouzauges és Saint-Mesmin községekkel határos.

## Népesség
A település népességének változása:
| Lakosok száma | 931  | 921  | 936  | 937  | 964  | 1049 | 1053 | 1043 | 985  | 985  |
|               | 1962 | 1968 | 1975 | 1982 | 1990 | 2008 | 2013 | 2015 | 2017 | 2018 |